# Champignon (músico)
Champignon, nome artístico de Luiz Carlos Leão Duarte Júnior (Santos, 16 de junho de 1978 – São Paulo, 9 de setembro de 2013), foi um baixista, beatboxer e vocalista brasileiro, conhecido por sua carreira na banda santista Charlie Brown Jr., na qual permaneceu até a morte do vocalista Chorão em 2013.
Foi eleito por três vezes consecutivas o melhor baixista no VMB da MTV Brasil e venceu por duas vezes o prêmio de melhor instrumentista no Prêmio Multishow.
Para o crítico musical Hagamenon Brito, Champignon foi, ao lado de PJ (do Jota Quest) e Alexandre Dengue (Nação Zumbi), um dos três melhores baixistas do pop rock nacional dos anos 90.

## Biografia
Champignon se apaixonou pela música bem jovem, quando viajava de navio com a família e via o pai e os marinheiros tocando no convés. Aos seis começou a tocar e aos sete matriculou-se em violão clássico no Conservatório Heitor Villa Lobos. Aos 10 decidiu que seria baixista.
Disposto a investir na carreira musical, Champ começou a fazer aulas com Zuzo Moussawer, que era baixista da banda Mr. Green.
Para conseguir dinheiro para pagar aulas e comprar o instrumento, Champ trabalhou como atendente na Livraria Antiquário.

### 1990–92: Início de carreira e What's Up
Iniciou sua vida musical aos 12 anos de idade. Foi na banda What's Up que o baixista e Chorão trabalharam juntos pela primeira vez. Na época, Chorão era vocalista da banda. Depois que Chorão saiu da banda, Champignon continuou alguns meses, mas depois saiu. E a convite de Chorão, começou uma  nova banda, e assim começava o Charlie Brown Jr.
Seu apelido foi dado por Chorão comparando seu penteado peculiar a um cogumelo, já que segundo o próprio, "meu cabelo é horrível e só cresce para cima”.

### 1992–1995:Mr. Green
Entre 1992 e 1995 tocou na banda Mr. Green, com a qual, em 1994 gravou o álbum Faces.

### 1995–2005: Charlie Brown Jr.
Tempos depois, Chorão e Champignon decidiram convidar Renato Pelado para ser o baterista e, mais tarde, Marcão e Thiago nas guitarras completariam a primeira formação da banda. A banda ainda sem nome, continuou a se apresentar em clubes na cidade. Resolveram dar o nome de 'Charlie Brown Jr', por que Chorão atropelou um quiosque de praia cujo nome era 'Charlie Brown'. O 'Jr' é porque eles se consideram 'frutos' de uma nova geração do rock. A banda trabalhou bastante até alcançar o sucesso. Gravaram duas fitas demo, mas somente a terceira chegou até o produtor musical Rick Bonadio (famoso por ter trabalhado com a banda Mamonas Assassinas), que gostou do trabalho do grupo e resolveu investir. A banda foi crescendo até ser contratada pela gravadora Virgin Records.
O primeiro álbum, Transpiração Contínua Prolongada, foi lançado em Junho de 1997, e fez sucesso nas rádios com a música O Coro vai Comê!. Com o sucesso cada vez mais numeroso, Charlie Brown recebeu o prêmio de Banda Revelação no VMB (Video Music Brasil) dado pela MTV, em 1997. Nessa época Champignon ainda era menor de idade, e consequentemente toda vez que a banda se apresentava em alguma casa noturna, era necessária uma autorização judicial para que ele pudesse acompanhar seus companheiros. Champignon não tinha seu próprio instrumento; ele tocava com um baixo emprestado de amigos. Às vezes a banda perdia shows porque não conseguiam instrumentos.
Em 1999, lançaram o álbum Preço Curto... Prazo Longo, composto por 25 canções inéditas, que ganharam boa recepção da banda e garantiram sua presença nas rádios. Pouco antes de entrar no estúdio para gravar o terceiro álbum, o grupo passou por uma forte crise interna, causada pelas brigas entre Chorão e Champignon, que quase encerrou a carreira na época.
Apesar das dificuldades a banda continuou e lançou Nadando com os Tubarões, lançado em 2000. O disco apresentou uma sonoridade mais produzida se comparado aos dois primeiros álbuns, e também com algumas letras mais maduras. No fim do ano, o Charlie Brown Jr. decidiu, junto com outras bandas, não participar do Rock in Rio - Por um Mundo Melhor por discordar do tratamento dispensado às bandas nacionais.
Durante uma das turnês, o guitarrista Thiago Castanho deixou a banda. Segundo Champignon, nem passou pela cabeça deles parar de tocar, mas ninguém mais falou sobre o assunto. No mesmo ano, porém, a banda venceu o Video Music Brasil, levando o prêmio "Escolha da Audiência" pelo clipe de "Rubão". Como um quarteto, o Charlie Brown Jr. assinou com a EMI para lançar 100% Charlie Brown Jr. (Abalando a sua Fábrica) no final do mesmo ano, com canções totalmente inéditas. Nesse álbum o grupo focou-se mais no rock e hardcore. Ao contrário do que fizeram nos 3 primeiros discos, optaram por gravar o novo trabalho ao vivo (método em que todos os músicos tocam ao mesmo tempo no estúdio).
Em abril de 2002, durante uma apresentação da banda no Rio de Janeiro acabou em tumulto generalizado. Devido a uma briga, os integrantes da banda saíram do palco antes do previsto, causando revolta na plateia. Lojas e lanchonetes do parque Terra Encantada foram depredadas. Não houve feridos graves. O título do quinto álbum, Bocas Ordinárias, se apropriou de uma expressão lusitana, devido ao sucesso do grupo em apresentações realizadas em Portugal. Para este disco a banda optou por uma sonoridade mais polida, diferente do disco anterior.
Em 2003, o Charlie Brown Jr. decidiu gravar um Acústico MTV. O disco foi marcado pelo grande sucesso de vendas e mídia. Após mais de dois milhões de álbuns vendidos, o Charlie Brown Jr. lança em 2004 o sétimo disco da carreira, Tâmo Aí Na Atividade, que apresentou algumas inovações na parte sonora, como batidas eletrônicas. Neste álbum, na música "Todos Iguais", Champignon toca bateria.

### 2005–10: Saída da banda e novos projetos
Em 2005, o Charlie Brown Jr. tira férias sem data prevista de retorno. Um dos motivos foi o desgaste dos integrantes com turnês e desentendimentos dos integrantes. Em 2005, nasceu sua primeira filha, Luísa. Quando a banda voltou, Champignon, Marcão e Renato Pelado saem da banda, alegando desentendimentos com Chorão e o empresário.
| “ | "Aos nossos queridos Fãs: Vocês acompanharam e iluminaram toda a nossa caminhada, mudaram nossas vidas e nos deram todas as alegrias. Nós devemos tudo a vocês e jamais esqueceremos disso, mas sentimos que a nossa caminhada com CBJR chegou ao fim. Para nós nada vai superar as boas lembranças, os shows, o carinho com que vocês sempre nos acolherem, mas por divergências de ideais profissionais estamos nos desligando da Banda Charlie Brown Jr. e também falar que o show não para e que com certeza faremos trabalhos juntos ou individualmente, porque a música corre na veia dos quatro e isso vem em primeiro lugar nas nossas vidas, assim como vocês. Nós, Champignon, Pelado, e Marcão desejamos sorte ao Chorão na sua nova empreitada." | ” |

### 2005–07: Revolucionnários
Depois da saída do Charlie Brown Jr., Champignon voltou para Santos e chamou Nando Martins (guitarra), Kvêra (guitarra), Diego Righi (percussão) e Pablo Silva (bateria), e formou o Revolucionnários. Além de tocar baixo ele também era o vocalista da nova banda. Champignon já tinha esse projeto mesmo antes de deixar o CBJR.
“Revolucionnários era um projeto que eu tinha antes mesmo da sair do CBJr. Vinha fazendo músicas e muitas não foram aceitas no grupo. Fui guardando, escrevendo mais letras e compondo. Com o tempo fui aprimorando. Aprendi abordar os temas de uma forma poética. Coloquei as letras em músicas que já estavam prontas e que eu achei que deveriam estar em algum trabalho. Isso representa a metade do disco Retratos da Humanidade” — Champignon
O álbum de estreia da banda, Retratos da Humanidade, traz 14 faixas. O trabalho foi produzido por Tadeu Patolla, a masterização ficou por conta de Rodrigo Castanho. Retratos da Humanidade foi lançado do selo Champirado Records, criado por Champignon com distribuição da gravadora Universal Music.3 A Banda lançou só esse disco e acabou em 2008.
Com esse trabalho, Champignon ganhou o Prêmio Multishow de Música Brasileira 2007 como melhor instrumentista do ano. Ao subir no palco para receber o prêmio, Champignon fez a seguinte declaração:
| “ | “Depois de muito tempo fora do Charlie Brown, longe da mídia, venho batalhando no meu trabalho. Acho que estou no caminho certo, esse é o meu segundo prêmio como melhor instrumentista. Aí, mané, vai ter que me engolir de novo!” | ” |

### 2008–09: Nove Mil Anjos
Formada em 2008, a Nove Mil Anjos ganhou logo destaque e interesse no cenário nacional devido à sua formação. Um grupo de Rock, que mistura, rock alternativo, indie rock e ska. Além de Champignon, a banda era composta por Peu Sousa, guitarrista ex-Pitty; Junior Lima, baterista ex-Sandy e Junior; e o Péricles Carpigiani, vocalista ex-Fuga, que foi convocado para a posição após seis meses de procura por um vocalista. O conjunto gravou seu primeiro álbum de estúdio com o argentino Sebastian Krys, em Los Angeles. Lançou em 26 de setembro de 2008 o primeiro single chamado "Chuva Agora", fez sua primeira apresentação para o público no Video Music Brasil, da MTV, em 2 de outubro de 2008. Devido aos constantes desentendimentos entre os integrantes da banda, a Nove Mil Anjos teve seu fim anunciado em setembro de 2009.

### 2011–13: A volta para o Charlie Brown Jr.
Champignon decide que quer voltar ao Charlie Brown Jr.; Champignon procurou Chorão em sua casa em Santos, para conversar e resolver seus problemas:
| “ | "Ajustamos diferenças entre nós, botamos a limpo o motivo pelo qual nos separamos e ele me disse que percebia agora o quanto tinha sido intempestiva a maneira como ele deixou a banda e os comentários que ele fez sobre mim depois. Ele me pediu desculpas e eu aceitei de boa, mesmo passando até hoje por coisas desagradáveis por conta de todo “fala fala” e esse engano, hoje esclarecido. Porque se havia alguma coisa a ser dita, tinha que ser dita cara a cara entre nós. Motivo pelo qual sempre fiquei na minha, pois no fundo sabia que esse dia ia chegar. Nessa conversa ele também me falou que tinha vontade de voltar a tocar com o Charlie Brown Jr. Notícia que me deixou muito feliz." | ” |

Com a saída de Heitor Gomes, Champignon volta a ocupar o posto de baixista, depois de 6 anos.
Além de Champignon, Marcão retornou para a banda nesse ano. Com a formação antiga quase completa, a banda grava o DVD ao vivo "Música Popular Caiçara" em 2011. No ano seguinte, houve uma nova briga entre o baixista e Chorão, filmada por um fã e que obteve grande repercussão na internet. A banda se desculpou publicamente através de um comunicado oficial. Depois disso, a banda finalizou o que seria a sua última turnê como Charlie Brown Jr., sendo o último show realizado em Balneário Camboriú no dia 26 de Janeiro de 2013.

### 2013: A Banca
Depois da morte de Chorão, que foi encontrado morto em seu apartamento no dia 6 de março de 2013, Champignon e os integrantes remanescentes do Charlie Brown Jr. criaram uma nova banda, chamada A Banca em homenagem a Chorão. Champignon assume o vocal, deixando o baixo com uma nova integrante, Lena Papini. A banda fez uma turnê em homenagem a Chorão chamada "Chorão Eterno" tocando canções de toda a carreira do Charlie Brown Jr. A banda lançou o primeiro single "O Novo Passo" em agosto.
Apesar de Champignon sempre afirmar que a banda era uma homenagem ao Chorão, levando adiante o legado artístico criado pelo vocalista e pelo Charlie Brown Jr., relatos de amigos e companheiros profissionais confirmam que Champignon vinha sofrendo há alguns meses com uma parcela de fãs de seu ex-grupo, que insistiam em interpretar negativamente a sua decisão.

## Morte
Na noite de 8 de setembro de 2013, Champignon foi a um restaurante com sua esposa, grávida de cinco meses. Após retornarem para casa, por volta de 0h30min UTC-3, o músico foi para o quarto onde ficavam guardados seus instrumentos e cometeu suicídio com uma arma de fogo. Sua esposa, após ouvir o estampido, foi ao cômodo e encontrou o corpo do músico caído ao chão, com ferimento do lado direito da cabeça, disparado por uma pistola 380. Segundo depoimentos na delegacia que acompanha o caso, o músico e sua esposa teriam discutido no restaurante. Ela entrou em estado de choque e os vizinhos, ao ouvirem o barulho e os gritos vindos do 10º andar do prédio em que moravam, acionaram a Polícia. Uma equipe do SAMU ainda chegou a ser chamada ao local.
Champignon tinha 35 anos e tirou a própria vida seis meses após Chorão — seu companheiro na banda Charlie Brown Jr. — ter morrido de overdose, e quatro meses após Peu Sousa — seu companheiro na Nove Mil Anjos — cometer suicídio, também aos 35 anos.
Um dia antes de ser encontrado morto, uma imagem colada no mural da sua página no Facebook atordoou Champignon: uma montagem feita em computador aplicava a palavra "Judas" no peito do músico.
Perí Carpigiani, vocalista da extinta banda Nove Mil Anjos, credita o estresse causado pela morte de Chorão (ex-parceiro e amigo de infância), o julgamento do público e o medo de não conseguir dar sequência a um novo trabalho como os fatores que empurraram o baixista ladeira abaixo. A viúva de Champignon vai pelo mesmo caminho. Em entrevista dada a revista Marie Claire, um ano após a morte do músico, ela afirmou que "ele vivia nervoso e sentia vergonha de andar na rua por causa dos maus tratos que sofria em público", e disse acreditar que "se Chorão e Champignon tivessem se perdoado para valer, tudo seria diferente".

## Acontecimentos pós-morte
No dia 9 de setembro de 2015, exatos dois anos após a morte do músico, Claudia Bossle, viúva do Champignon, postou o videoclipe da música Bright Light, composta pelo músico. No clipe é possível ver cenas inéditas de Champignon, que toca violão, baixo e faz beatbox na música. A filha do casal, que nasceu meses após a morte de Champignon, também aparece no clipe.

## Estilo e legado
Conhecido por sempre tocar usando um chapéu preto, Champignon era considerado um dos melhores baixistas do Brasil. Para Emir Ruivo, colunista musical da revista El hombre, "Champignon foi algo próximo a um Flea brasileiro. Habilidoso, de dedos inquietos, Champignon criou grandes frases de baixo, e por isso foi um instrumentista de primeira linha".
No opinião de Fred Di Giacomo, do site punkbrega, "Champignon não era mais virtuoso que baixistas como Luis Mariutti ou Felipe Andreoli, mas ele conseguiu trazer muitas técnicas elaboradas de contrabaixo para a música popular. Conseguiu trazer um instrumento tido como de “fundo” para a frente do show e para o gosto do grande público. Também criou um estilo próprio (misturando grooves graves de reggae, slaps de funk, linhas melódicas mais trabalhadas com pitadas de “atitude” punk e beat-box) e influenciou muitos moleques a começarem a tocar o instrumento". Considerado um dos virtuoses instrumentistas do rock dos anos 90 no Brasil, ganhou prêmios Multishow e VMB de melhor baixista. Além de tocar o baixo como poucos, Champignon também é lembrado pela capacidade de fazer Beatbox ao mesmo tempo em que tocava seu instrumento, como pode ser percebido na música "O que é da casa, é da casa".

## Livro biografia "Champ – A incrível história do baixista Champignon do Charlie Brown Jr."
Em 2021, o jornalista, escritor e quadrinista Pedro de Luna escreveu a biografia "Champ – A incrível história do baixista Champignon do Charlie Brown Jr." focada na carreira artística de Champignon, que começou aos seis anos de idade quando começou a fazer aulas de violão clássico. Para lançar o livro foi realizada uma campanha de crowdfunding, com uma parte da renda destinada ao Centro de Valorização da Vida (CVV). Porém, a meta não foi batida e a biografia foi adiada.
Em setembro de 2022 foi lançada a biografia CHAMP, um livro de 496 páginas sobre o Champignon, viabilizada com a ajuda dos fãs por crowdfunding. CHAMP foi realizada após intensa pesquisa, dezenas de entrevistas com músicos, produtores, jornalistas, fotógrafos, VJs, produtores, fãs, parentes e amigos e conta com imagens raras e inéditas, cronologia e muita, muita informação inédita. Os eventos de lançamento aconteceram durante o Setembro Amarelo em Niterói, Rio de Janeiro e São Paulo. 
Luna é autor de vários livros sobre o rock nacional, como as biografias "Planet Hemp mantenha o respeito" (496 páginas, Belas Letras, 2018), "Eu sou assim Eu Sou Speed" (Ilustre Editora, 2019), "Brodagens - Gilber T e as histórias do rap e do rock carioca" (Ilustre Editora, 2016), além do clássico "Niterói Rock Underground 1990-2010" (Independente, 2011), e outros. "CHAMP" é a sua oitava biografia.

## Discografia

### Com oMr. Green
- 1994 - Faces

### Com oCharlie Brown Jr

#### Fita Demo
- 1995 - Charlie Brown Jr.

| - 1997 - Transpiração Contínua Prolongada - 1999 - Preço Curto... Prazo Longo - 2000 - Nadando com os Tubarões - 2001 - 100% Charlie Brown Jr. (Abalando a sua Fábrica) - 2002 - Bocas Ordinárias - 2004 - Tâmo Aí na Atividade - 2013 - La Família 013 | - 2003 - Acústico MTV - 2012 - Música Popular Caiçara (Ao Vivo) - 2002 - Ao Vivo - 2003 - Acústico MTV - 2004 - Na Estrada - 2012 - Música Popular Caiçara (Ao Vivo) |

### Com oRevolucionnários
- 2006 - Retratos da Humanidade

### Com oNove Mil Anjos
- 2008 - 9MA

### ComA Banca
- 2013 - O Novo Passo (single)

### Outras participações
- 2008 - Participação na música "É Tudo TH6", presente no álbum Contra Insetos Parasitas da banda TH6
- 2014 - Participação nas faixas "Duas Caras" e "Ela Nasceu Pra Mim", do álbum Não Estamos Sozinhos, da banda Bula. As músicas foram lançadas postumamente.[22]
- 2015 - "Bright Light" - Música de Claudia Bossle, composta por Champignon, que toca violão, baixo e faz beatbox

## Prêmios e indicações
| Ano  | Prêmio                                     | Indicação                    | Notas                                                | Resultado | Ref.          |
| ---- | ------------------------------------------ | ---------------------------- | ---------------------------------------------------- | --------- | ------------- |
| 2004 | Troféu Rádio Rock de 2003                  | Melhor baixista nacional     | Na época, como integrante da banda Charlie Brown Jr. | Venceu    | [ 23 ]        |
| 2004 | Prêmio Multishow de Música Brasileira 2004 | Melhor instrumentista do ano | Na época, como integrante da banda Charlie Brown Jr. | Venceu    | [ 24 ] [ 25 ] |
| 2007 | Prêmio Multishow de Música Brasileira 2007 | Melhor instrumentista do ano | Na época, como integrante da banda Revolucionnários  | Venceu    | [ 26 ]        |
| 2005 | Prêmio Banda dos Sonhos VMB MTV            | Melhor contra-baixista       | Após sair da banda Charlie Brown Jr.                 | Venceu    | [ 27 ]        |
| 2006 | Prêmio Banda dos Sonhos VMB MTV            | Melhor contra-baixista       | Na época, como integrante da banda Revolucionnários  | Venceu    | [ 28 ]        |
| 2007 | Prêmio Banda dos Sonhos VMB MTV            | Melhor contra-baixista       | Na época, como integrante da banda Revolucionnários  | Venceu    | [ 29 ]        |